# Montrieux-en-Sologne
Montrieux-en-Sologne è un comune francese di 635 abitanti situato nel dipartimento del Loir-et-Cher nella regione del Centro-Valle della Loira. Appartiene all'antica regione geografica francese della Sologne.

## Società

### Evoluzione demografica
Abitanti censiti